# Sport Club Kriens
Lo Sport Club Kriens è una società calcistica svizzera della città di Kriens. La sua fondazione risale al 1º luglio 1944.

## Stadio
Lo Sport Club Kriens gioca le partite casalinghe nello stadio Kleinfeld, la cui capienza è di circa 5 100 spettatori.

## Organico

### Rosa 2018-2019
| N. |                               | Ruolo | Calciatore        |
| -- | ----------------------------- | ----- | ----------------- |
| 2  | Svizzera (bandiera)           | D     | Nikola Mijatovic  |
| 3  | Svizzera (bandiera)           | D     | Daniel Fanger     |
| 4  | Svizzera (bandiera)           | D     | Manuel Fäh        |
| 5  | Svizzera (bandiera)           | D     | Olivier Kleiner   |
| 6  | Svizzera (bandiera)           | C     | Anthony Bürgisser |
| 7  | Svizzera (bandiera)           | C     | Marco Wiget       |
| 8  | Svizzera (bandiera)           | C     | Dominic Schilling |
| 9  | Macedonia del Nord (bandiera) | A     | Skumbim Sulejmani |
| 10 | Svizzera (bandiera)           | C     | Marco Mangold     |
| 11 | Svizzera (bandiera)           | C     | Edmond Selmani    |
| 12 | Svizzera (bandiera)           | D     | Dario Kurmann     |
| 14 | Croazia (bandiera)            | C     | Marijan Urtić     |
| 16 | Svizzera (bandiera)           | C     | Stefano Cirelli   |

| N. |                                 | Ruolo | Calciatore          |
| -- | ------------------------------- | ----- | ------------------- |
| 17 | Palestina (bandiera)            | A     | Saleh Chihadeh      |
| 18 | Svizzera (bandiera)             | P     | Pascal Brügger      |
| 19 | Svizzera (bandiera)             | C     | Dario Ulrich        |
| 20 | Svizzera (bandiera)             | C     | Marco Rüedi         |
| 21 | Svizzera (bandiera)             | A     | Nico Siegrist       |
| 22 | Svizzera (bandiera)             | P     | Simon Enzler        |
| 23 | Portogallo (bandiera)           | C     | Diogo Costa         |
| 24 | Svizzera (bandiera)             | D     | Kevin Röthlisberger |
| 25 | Svizzera (bandiera)             | D     | Fisnik Hasanaj      |
| 27 | Bosnia ed Erzegovina (bandiera) | A     | Admir Seferagić     |
| 30 | Svizzera (bandiera)             | D     | Jan Elvedi          |
| 44 | Svizzera (bandiera)             | D     | Albin Sadrijaj      |
| 58 | Nigeria (bandiera)              | P     | Sebastian Osigwe    |

## Palmarès

### Competizioni nazionali
- Lega Nazionale B: 1

1995-1996
- Promotion League: 1

2017-2018

### Altri piazzamenti
- Coppa Svizzera:

Semifinalista: 2009-2010
- Challenge League:

Terzo posto: 2006-2007
- Promotion League:

Secondo posto: 2016-2017, 2024-2025
Terzo posto: 2015-2016
- 1ª Lega:

Secondo posto: 2014-2015 (gruppo 2)